# 索莱西诺
索莱西诺（義大利語：Solesino），是意大利威尼托大区帕多瓦省的一个市镇。总面积10.26平方公里，人口7178人，人口密度每平方公里699.6人（2009年）。国家统计（ISTAT）代码为028087。